# Savezna sigurnosna služba Ruske Federacije
Savezna sigurnosna služba Ruske Federacije (rus.: Федеральная служба безопасности Российской Федерации, Federalʹnaja služba bezopasnosti Rossijskoj Federacii, FSB) je sigurnosna služba Ruske Federacije i nasljednica sovjetske tajne službe KGB. Glavna zadaća službe je unutarnja sigurnost, obavještajna i protuaobavještajna djelatnost, zaštita državne granice, djelatnosti s područja protuterorizma i nadzor, odnosno provođenje istraga u širem smislu. 
Središte agencije je u Moskvi, na trgu Lubjanki (u glavnoj zgradi bivšeg KGB-a). Ravnatelj FSB-a od 2008. godine je general Aleksandar Bortnikov. 
FSB zapošljava 66 200 službenika, uključujući oko 4000 pripadnika specijalnih snaga. Pod zapovjedništvom FSB-a je i Granična straža koja ima oko 200 000 graničnih stražara.
Prema ruskim zakonima, FSB je vojna organizacija jednaka oružanim snagama i ostalim institucijama koje su kategorizirane kao vojne organizacije. 
FSB je dio ruske obavještajne zajednice zajedno s vojnom obavještajnom službom GRU i vanjskom obavještajnom službom SVR.

## Povijest

### Nastanak
1991. godine u pokušaju puča sudjeluju neki od visokih dužnosnika tadašnjeg KGB-a. Među glavnim imenima puča spominje se i zapovjednik KGB-a Vladimir Krjučkov. U studenome 1991. godine KGB službeno prestaje postojati, a mjesec dana kasnije vlada uspostavlja dvije obavještajne agencije koje su im direktno odgovorne; SVR i FAPSI. U prosincu 1993. godine iz ministarstva sigurnosti stvara se nova obavještajna institucija, Savezna protuobavještajna služba, skraćeno FSK. 
1995. godine FSK je preimenovan u današnji naziv, odnosno FSB. U lipnju 1995. godine, Boris Jeljcin potpisao je dekret broj 633 kojim je dodatno uredio sve ovlasti FSB-a (FSB je dobio pravo provođenja kriptografskih radova, osnovani su novi odjeli i sl.).

### Velike reforme
Vladimir Putin je, nakon što je postao predsjednik, pokrenuo veliku reorganizaciju ove sigurnosne službe. Reorganizacija je započela 17. svibnja 2000. godine nakon što ju je dekretom stavio direktno pod svoje zapovjedništvo. Unutarnja struktura agencije reorganizirana je dekretom potpisanim 17. lipnja 2000. godine. Nakon reorganizacije FSB ima jednog glavnog direktora, prvog zamjenika direktora i devet zamjenika direktora, uključujući jednog državnog tajnika i šefove šest odjela. 
U ožujku 2003. godine ruska agencija za kontrolu granice (rus. Пограничная служба Федеральной службы безопасности Российской Федерации, transkripcija: Pograničnaja služba Federaljnoj službi bezopasnosti Rosijskoj Federaciji) je sa svojih 210 000 službenika integrirana u redove FSB-a. Iste godine FSB preuzima posao vladine agencije za komunikaciju i informacije (FAPSI). 
2004. godine Vladimir Putin naglašava tri glavne zadaće agencije: neutralizacije stranih špijuna, čuvanje ekonomske i financijske sigurnosti i borba protiv organiziranog kriminala. 
2008. godine agencija ima jednog direktora, prvog zamjenika direktora, pet zamjenika direktora. Novi preustroj agencije iznjedrio je 9 glavnih odjela:
1. Protuoabještajni odjel
2. Odjel za zaštitu Ustava i borbu protiv terorizma
3. Odjel za granicu
4. Odjel za ekonomsku sigurnost
5. Odjel za informacije i međunarodne veze
6. Odjel za organizaciju i ljudske resurse
7. Odjel za nadzor
8. Znanstveno-tehnički odjel
9. Odjel za organizacijsku sigurnost

### Borba protiv terorizma
Rusija se od 2002. godine sve više susreće s islamskim terorizmom. FSB je glavna agencija koja je odgovorna za borbu protiv terorizma. 2002. godine u moskovskom kazalištu došlo je do masovne otmice, a specijalne jedinice FSB-a (rus. Подразделения специального назначения, transkripcija Podrazdjeljenija specialnogo naznačenija, skraćeno Specnaz) sudjelovale su u ključnim akcijama oslobađanja taoca. 2006. godine agencija je ubila Šamilja Basajeva, čečenskog islamističkog vođu i samoproglašenog terorista (gerilca). 
Nakon 2009. godine novi val terorizma pogodio je Rusiju (uglavnom samoubilački napadi). U jeku povećanih napada predsjednik Dmitrij Medvjedev širi ovlasti FSB-ovih agenata u borbi protiv terorizma. Agenti su dobili mogućnost upozoravanja civila i njihovog uhićivanja na 15 dana ako bi se oglušili na zapovijedi. Ovi akti bili su meta kritike nevladinih organizacije koje se bave zaštitom ljudskih prava.

## Ustroj
Savezna sigurnosna služba Ruske Federacije je podijeljena na:
- Ured Nacionalnog odbora za borbu protiv terorizma (NAC);
- Protuobavještajna služba (TFR):
  - Odjel za vojno protuobavještajno djelovanje,
  - Uprava za protuobavještajne operacije
  - Uprava za koordinaciju i analizu protuobavještajnog djelovanja (ACCRD)
  - Odjel za informacijsku podršku operativno-istraživačke djelatnosti (UIOORD),
  - Ured posebnih događaja (USM);
- Centar za informacijsku sigurnost (CIB);
- Služba za zaštitu ustavnog poretka i borbu protiv terorizma (2. služba):
  - Uprava za borbu protiv terorizma i političkog ekstremizma (DITA),
  - Uprava za borbu protiv međunarodnog terorizma (UBMT),
  - Organizacijsko i operativno upravljanje,
  - Odjel operativnih istraga (ORU)
  - Centar za posebne namjene Savezne sigurnosne službe Rusije (TSSN):
    - Grupa "A" ("Alpha") ,
    - Grupa "V" ("Vympel") ,
    - Grupa  "C" (*Smerch");
    - Grupa "K" (Kavkaz, ranije - Posebna služba za Essentuki (SN));
    - 2. služba "SN" TsSN FSB Rusije (Krim);
    - Služba za naoružanje (SV).
- Služba za ekonomsku sigurnost (SEB):
  - Odjel za protuobavještajne poslove industrijskih poduzeća (“P”), promet (“T”), kreditni i financijski sustav (“K”), Ministarstvo unutarnjih poslova Rusije, Ministarstvo za izvanredne situacije Rusije, Ministarstvo pravosuđa Rusije (“M”), te borbu protiv krijumčarenja i trgovine ljudima lijek ("H");
- Informacijska služba i međunarodni odnosi (SOIMS);
- Služba organizacijskog i kadrovskog rada (DOSC);
- Usluge operativne podrške (ODS);
- Ured vlastite sigurnosti (CSS);
- Granična služba (PS):
  - granične vlasti:
    - regionalno upravljanje granicama Savezne sigurnosne službe Rusije, upravljanje granicama sastavnica Ruske Federacije (u područjima), službe granične kontrole Savezne sigurnosne službe Rusije itd.,
    - odjeli (odjeli, grupe) zaštite državne granice, odjeli (odjeli, grupe) mobilnih akcija, odjeli (odjeli, grupe) istraživačke i upravne prakse, operativni odjeli (odjeli, grupe) itd.,
    - odjeli (odjeljenja, skupine) obalne straže, državne pomorske inspekcije tijela za zaštitu morskih bioloških resursa FSB-a Rusije itd.;
- Znanstvena i tehnička služba (NTS);
- Kontrolna služba (CS);
- Istražni odjel (SU);
- Odjel za registraciju i arhivske fondove (OURF);
- Odjeli, centri, odjeljenja:
  - odjeli FSB-a Rusije za određene regije i subjekte Ruske Federacije (agencije za teritorijalnu sigurnost),
  - drugi odjeli Savezne sigurnosne službe Rusije, koji obavljaju određene ovlasti ovog tijela ili osiguravaju aktivnosti Savezne sigurnosne službe Rusije (druge sigurnosne agencije),
  - zrakoplovni, željeznički, cestovni formiranje posebne obuke centri, jedinice za posebne namjene, poduzeća, obrazovne ustanove, istraživanja, stručne, forenzički, vojne, medicinske, vojne i civilne formacija, lječilišta i drugih ustanova ili jedinice namijenjene za rad savezne službe sigurnosti.

## Ravnatelji
| Ravnatelj            | Razdoblje     |
| -------------------- | ------------- |
| Nikolaj Goluško      | 1993. – 1994. |
| Sergej Stepašin      | 1994. – 1995. |
| Mihail Barsukov      | 1995. – 1996. |
| Nikolaj Kovaljov     | 1996. – 1998. |
| Vladimir Putin       | 1998. – 1999. |
| Nikolaj Patrušev     | 1999. – 2008. |
| Aleksandar Bortnikov | 2008. -       |

## Poveznice
- BfV, njemačka sigurnosna služba
- DGSI, francuska sigurnosna služba
- MI5, britanska sigurnosna služba
- Shabak, izraelska sigurnosna služba